# Needless
Needless (ニードレス?, Nidoresu) è un manga scritto e illustrato da Kami Imai, pubblicato in Giappone da Shūeisha dal 2003 al 2013 e in Italia da Star Comics dal 2008 al 2014. Dal manga nel 2009 è stato tratto un anime dallo studio Madhouse, prodotto in 24 episodi, ancora inedito in Italia.

## Trama
La vicenda è ambientata nell'anno 20XX d.C. o 2150 (la data non e chiara), cinquanta anni dopo la terza guerra mondiale. La capitale del Giappone, Tokyo, è stata la città maggiormente bombardata. Al suo interno si è creato un ampio buco nero, che comunemente viene chiamato "Black Spot". Durante la Terza Guerra Mondiale, a Tokyo era arrivato un uomo che secondo la gente era capace di compiere miracoli, che perciò era soprannominato Cristo II. I suoi poteri sovrumani derivavano dall'utilizzo dei "Fragment".
Alcuni scienziati cercarono di creare un clone di lui e della sua sposa, tramite due progetti chiamati Adam ed Eve. Il progetto Adam però era destinato a fallire. Di settantasette tentativi nessuno era andato a buon fine. Solo i numeri 78 e 79, creati contro la volontà dei finanziatori, produssero due esseri che riuscirono a sopravvivere. Il numero 78 venne scartato perché sprovvisto del cuore e dell'occhio destro, mentre il numero 79 risultò perfetto e venne chiamato Adam Blade.
Un attacco del numero 78, Adam Arclight, fece sì che Eve e Adam Blade, assieme ad uno degli scienziati, si rifugiassero nel "Black Spot".
Alcuni anni dopo, Archlight divenne capo della Simeon, un'industria farmaceutica che aveva stabilito la sua base al centro del ""Black Spot". Venuto a sapere dell'esistenza di Blade decide di impossessarsi del suo corpo per completarsi con gli organi che gli mancavano.

## Personaggi
Adam Blade (アダム・ブレイド?, Adamu Bureido)
Doppiato da: Takehito Koyasu
Il protagonista della serie. Ѐ il numero 79 del progetto Adam, nonché l'unico esemplare riuscito quasi alla perfezione. Dopo l'esplosione del laboratorio, assieme al professor Gido e a Eve si rifugia nel "Black Spot". Durante la vicenda rischia più volte di essere ucciso. Pare abbia un legame molto forte con Eve anche se la sua passione sono le ragazzine, poiché quando ne vede una perde completamente la ragione. Sarà lui ad eliminare Arclight alla fine della serie. Possiede il "Fragment Zero" che gli permette di copiare l'abilità del Fragment dell'avversario.
Eve Neuschwanstein (イヴ・ノイシュヴァンシュタイン?, Ivu Noishuvanshutain)
Doppiata da: Eri Kitamura
Ѐ l'unico esperimento conosciuto del progetto Eve, creato per far sì che il clone di Cristo II potesse riprodursi. Il potere a sua disposizione è il "doppelganger", che le permette di assumere qualsiasi forma, con un enorme dispendio di energia. È smemorata e adora dare soprannomi alle persone. Per rigenerarsi necessita di una potente bibita calorica, la Dero Doron Drink.
Cruz Schilt (クルス・シルト?, Kurusu Shirudo)
Doppiato da: Aya Endō
Ultimo sopravvissuto della squadra di ribelli dal nome di Resistenza. Viene salvato da Blade quando sta per essere ucciso da un Testament, macchine anti Needless sotto gestione della Simeon. Egli è molto legato alla sorella, Arca Schilt, che si scoprirà poi essere una dei quattro generali della Simeon. A differenza di quest'ultima lui non è un Needless ma ha grandi doti intellettive.
Gido (ギド?)
Doppiato da: Kenji Utsumi
Ѐ il professore che ha creato Arclight e Blade. Assieme a quest'ultimo e ad Eve si rifugia nel Black Spot, in una vecchia chiesa semi-distrutta, dopo l'esplosione del laboratorio.
Disk (ディスク?, Disuku)
Doppiata da: Emiri Katō
Informatore half (mezzo uomo mezza macchina) creato durante la terza guerra mondiale e messo a guardia della Iron Mountain. Ha l'aspetto di una ragazzina con i capelli color argento. Il suo Fragment è Scan, che gli permette di analizzare il Fragment avversario. Si unirà poi al gruppo di Blade.
Momiji Teruyama (照山 最次?, Teruyama Momiji)
Doppiato da: Kentarō Itō
Ѐ un Needless con la capacità di controllare le fiamme. Viene sconfitto da Blade e successivamente decide di unirsi a lui.
Seto (セト?, Seto)
Doppiata da: Kaori Fukuhara
Vecchia alleata di Blade, appartenente a una gilda sconosciuta. Il suo Fragment consiste nel manovrare la forza di Gravità grazie a una grossa spada tagliacavalli. I suoi capelli sono biondi, legati in una grossa coda con un fiocco rosso.
Solva (ソルヴァ?, Soruvua)
Doppiata da: Asami Imai
Vecchia alleata di Blade, appartiene alla stessa gilda di Seto. Il suo Fragment le dona il potere di attirare persone e oggetti grazie al magnetismo. I suoi capelli sono color argento-blu.
Adam Arclight (アダム・アークライト?, Adamu Ākuraito)
Doppiato da: Hiroki Tōchi
L'esperimento numero 78 del progetto Adam. Viene scartato perché sprovvisto dell'occhio destro e del cuore e gettato nel "Black Spot". Riuscito però a sopravvivere grazie all'aiuto dei finanziatori del progetto che sostituiscono le parti mancanti con degli organi meccanici, attacca il laboratorio dove era stato creato e assorbendo la reliquia di Cristo II lo fa esplodere. Successivamente diviene capo della Simeon, con l'unico obiettivo di ottenere il corpo di Blade per divenire un essere completo. Come Blade possiede il frammento Zero, accompagnato tuttavia dal Positive Feedback Zero, che gli permette di aumentare la forza delle tecniche che copia. È ossessionato dall'idea di diventare un Dio perfetto, per questo scatena la caccia ai Needless, intenzionato a rubare loro i frammenti che appartenevano a Dio.
Saten (左天?)
Doppiato da: Kishō Taniyama
Braccio destro di Arclight. Inizialmente si crede abbia il potere di controllare le particelle di calore ma successivamente si scoprirà essere il vecchio assistente di Gido e l'ultimo esperimento del progetto Adam, ottenuto iniettando i semi dell'Eden nel corpo dell'assistente in fin di vita. Verrà eliminato da Arclight, tornato in vita dopo essere stato ucciso da quest'ultimo.
Uten (右天?)
Doppiato da: Mayumi Yamaguchi
Uno dei quattro generali della Simeon. Possiede il potere di rendere invisibile gli oggetti tra cui i coltelli e le pistole che tiene nel mantello. Ama la magia. I suoi capelli sono color biondo cenere. Viene ucciso da Eve nel 2º episodio.
Riru Roukakuji (楼閣寺 離瑠?, Rōkakuji Riru)
Doppiata da: Megumi Toyoguchi
In un certo senso è l'amante di Arclight. Prima di diventare sua sottoposta era a guardia di un altro Black Spot. Ha il potere della psicocinesi, che le permette di spostare oggetti a piacimento anche di notevoli dimensioni. Dirige l'Unità delle Fanciulle. I suoi capelli sono lunghi e viola scuri.
Arca Schilt (アルカ・シルト?, Aruka Shirudo)
Doppiata da: Mariya Ise
Sorella di Cruz. Viene infiltrata dalla Simeon nel movimento della Resistenza per recuperare un microchip contenente la lista completa di tutti i membri della Resistenza. Quando i ribelli avevano organizzato un attentato al capo della Simeon fu lei ad avvertirlo. Possiede il potere di controllare le micro-onde e quindi il calore, l'Agnishwattas. Il suo potere e considerato il più forte tra i Needless di fuoco. Non si sa che fine faccia alla fine della serie. Nel corso della vicenda, cerca di uccidere Cruz, invano.
Mio (未央?)
Doppiata da: Yui Makino
La più giovane dell'Unità delle fanciulle, i suoi capelli sono rosa pesca. Grazie al suo Fragment può ottenere un'enorme forza. Porta sempre con sé un orsacchiotto di pezza, che è, almeno secondo lei, un coniglio, dall'abnorme peso. Ѐ innamorata di Blade, che definisce Cucciolone
Setsuna (セツナ?)
Doppiata da: Saori Gotō
La leader del gruppo, i suoi capelli sono color blu mare. Il suo potere la rende velocissima. Indossa sempre mutande con una stampa a righe blu
Kuchinashi (梔?)
Doppiata da: Minori Chihara
Bionda componente del gruppo, possiede un Fragment grazie a cui può generare moltissimi e diversi profumi paralizzanti. Non parla mai e comunica scrivendo su un quaderno. Indossa sempre mutande orlate bianche.

## Media

### Manga
Il manga, scritto e disegnato da Kami Imai, è stato serializzato dal 18 ottobre 2003 al 19 giugno 2013 sulla rivista Ultra Jump edita da Shūeisha. I capitoli sono stati raccolti 16 volumi tankōbon pubblicati dal 18 giugno 2004 al 19 settembre 2013.
Una serie prequel e raccolta di storie secondarie, dal titolo Needless Zero (ニードレス ゼロ?, Nīdoresu Zero), ad opera dello stesso autore, è stato serializzato a ritmo irregolare dal 19 luglio 2001 al 19 febbraio 2008 su Ultra Jump. I capitoli sono stati raccolti in 2 volumi pubblicati rispettivamente il 19 gennaio 2004 e il 19 giugno 2009. Inoltre il primo volume della serie principale contiene Needless 1.5, il one-shot che funge da prototipo del manga.
In Italia la serie principale è stata pubblicata da Star Comics nelle collane Zero (n. 1-8) e Ghost (n. 9-16) dal 10 novembre 2008 al 21 agosto 2014, mentre Needless Zero è inedito.

#### Volumi
| Needless (16 volumi)     |                   |                        |                   |
| 1                        | 18 giugno 2004    | ISBN 4-0887-6634-2     | 10 novembre 2008  |
| 2                        | 19 gennaio 2005   | ISBN 4-0887-6748-9     | 12 gennaio 2009   |
| 3                        | 19 agosto 2005    | ISBN 4-0887-6846-9     | 16 marzo 2009     |
| 4                        | 17 marzo 2006     | ISBN 4-0887-7059-5     | 11 maggio 2009    |
| 5                        | 19 ottobre 2006   | ISBN 4-0887-7165-6     | 8 luglio 2009     |
| 6                        | 18 maggio 2007    | ISBN 978-4-08-877271-4 | 9 settembre 2009  |
| 7                        | 18 gennaio 2008   | ISBN 978-4-08-877389-6 | 9 dicembre 2009   |
| 8                        | 17 ottobre 2008   | ISBN 978-4-08-877520-3 | 10 marzo 2010     |
| 9                        | 17 luglio 2009    | ISBN 978-4-08-877690-3 | 22 settembre 2011 |
| 10                       | 19 novembre 2009  | ISBN 978-4-08-877767-2 | 21 dicembre 2011  |
| 11                       | 18 giugno 2010    | ISBN 978-4-08-877886-0 | 22 marzo 2012     |
| 12                       | 17 dicembre 2010  | ISBN 978-4-08-879085-5 | 25 luglio 2012    |
| 13                       | 19 agosto 2011    | ISBN 978-4-08-879179-1 | 26 settembre 2013 |
| 14                       | 19 marzo 2012     | ISBN 978-4-08-879294-1 | 23 gennaio 2014   |
| 15                       | 19 novembre 2012  | ISBN 978-4-08-879442-6 | 24 aprile 2014    |
| 16                       | 19 settembre 2013 | ISBN 978-4-08-879636-9 | 21 agosto 2014    |
| Needless Zero (2 volumi) |                   |                        |                   |
| 1                        | 19 gennaio 2004   | ISBN 4-08-876564-8     | —                 |
| 2                        | 19 giugno 2009    | ISBN 978-4-08-877672-9 | —                 |

### Anime

Logo della serie

Un adattamento anime è stato annunciato nel marzo 2009. La serie è stata prodotta da Madhouse e diretta da Masayuki Sakoi. È stata trasmessa in Giappone su Tokyo MX, MBS, TV Saitama, TV Kanagawa e Tokai TV dal 3 luglio all'11 dicembre 2009 per un totale di 24 episodi. Le sigle impiegate per gli episodi 1-12 sono rispettivamente Modern Strange Cowboy dei GRANRODEO (apertura) e Aggressive Zone delle Needless★Girls, gruppo composto dalle doppiatrici della serie: Aya Endo, Eri Kitamura, Emiri Katō, Saori Gotō e Yui Makino, (chiusura). Invece per gli episodi 13-24 sono stati utilizzati i brani Scarlet Bomb! di Aki Misato (apertura) e WANTED! for the love delle Needless★Girls (chiusura). Inoltre nel corso della serie si possono udire le insert song "Shi ni itaru kizu (死にいたる傷?) e Magma Kid (マグマキッド?, Maguma Kiddo) dei Gargoyle. Gli episodi della serie sono stati raccolti in 12 volumi DVD e Blu-ray pubblicati dal 27 novembre 2009 al 22 ottobre 2010. In ogni volume è stato incluso un episodio OAV speciale esclusivo della serie Needless+: Sei Lily gakuen no himitsu (Needless+ -聖リリィ学園の秘密-?, Needless+ -Sei Riryi gakuen no himitsu-, lett. "Needless+: I segreti dell'accademia di Saint Lily").

#### Episodi
| Nº | Titolo italiano (traduzione letterale) Giapponese 「Kanji」 - Rōmaji                                      | In onda           | In onda |
| Nº | Titolo italiano (traduzione letterale) Giapponese 「Kanji」 - Rōmaji                                      | Giapponese        |         |
| 1  | Adam Blade 「アダム・ブレイド」 - Adamu Bureido                                                           | 2 luglio 2009     |         |
| 2  | Eve Neuschwanstein 「イヴ・ノイシュヴァンシュタイン」 - Ivu Noishuvanshutain                              | 9 luglio 2009     |         |
| 3  | Momiji Teruyama 「照山最次」 - Teruyama Momiji                                                            | 16 luglio 2009    |         |
| 4  | Iron Mountain 「アイアンマウンテン」 - Aian Maunten                                                       | 23 luglio 2009    |         |
| 5  | L'unità delle fanciulle di Simeon 「シメオン少女部隊」 - Shimeon shōjo butai                              | 30 luglio 2009    |         |
| 6  | Goldylocks 「ゴルデイロックス」 - Gorudeirokkusu                                                          | 6 agosto 2009     |         |
| 7  | Adam Arclight 「アダム・アークライト」 - Adamu Akuraito                                                   | 13 agosto 2009    |         |
| 8  | Riru Rokakuji 「楼閣寺離瑠」 - Rōkakuji Riru                                                              | 20 agosto 2009    |         |
| 9  | Shelter numero 3 「第3シェルター」 - Dai 3 Sherutā                                                        | 27 agosto 2009    |         |
| 10 | Seto X Solva 「セト×ソルヴァ」 - Seto X Soruva                                                            | 3 settembre 2009  |         |
| 11 | Kurumi 「胡桃」 - Kurumi                                                                                  | 10 settembre 2009 |         |
| 12 | Black Attraction 「ブラック・アトラクション」 - Burakku Atorakushon                                       | 17 settembre 2009 |         |
| 13 | Terzo Occhio 「白毫」 - Byakugō                                                                           | 24 settembre 2009 |         |
| 14 | Lilith Temptation 「リリス・テンプテーション」 - Ririsu Tenputeushon                                      | 1º ottobre 2009   |         |
| 15 | Quarta Onda 「第四波動」 - Daiyon hadō                                                                    | 8 ottobre 2009    |         |
| 16 | Resistenza 「レジスタンス」 - Rezisutansu                                                                 | 15 ottobre 2009   |         |
| 17 | Aruka Shilt 「アルカ・シルド」 - Aruka Shirudo                                                            | 22 ottobre 2009   |         |
| 18 | Agnishwattas 「アグニッシュワッタス」 - Agunisshuwattasu                                                  | 29 ottobre 2009   |         |
| 19 | Positive Feedback Zero 「ポジティブフィードバック・ゼロ」 - Pojiteibu Fiidobakku Zero                     | 5 novembre 2009   |         |
| 20 | A - B 「A - B」 - A - B                                                                                   | 12 novembre 2009  |         |
| 21 | A - A 「A - A」 - A - A                                                                                   | 19 novembre 2009  |         |
| 22 | Il comitato dei 666 (Triple Six) 「666人委員会（トリプルシックス）」 - 666 nin iinkai (Toripuru Shikkusu) | 26 novembre 2009  |         |
| 23 | Saten 「左天」 - Saten                                                                                    | 3 dicembre 2009   |         |
| 24 | Cruz Shilt 「クルス・シルト」 - Kurusu Shiruto                                                            | 10 dicembre 2009  |         |

## Accoglienza
Theron Martin di Anime News Network ha recensito la prima parte dell'anime, sostenendo che rasenta la parodia del genere d'azione con superpoteri, ma non sembra disposta a impegnarsi a fondo e rappresenta quello che sarebbe potuto essere Gurren Lagann se quest'ultimo avesse perso le sue qualità. Diversamente da Gurren Lagann, Needless non ha alcun merito oltre al fan service ricorrente, e perciò non lo rende sufficiente. In conclusione la prima parte della serie può divertire ma non lo fa in modo memorabile. Luke Carroll dello stesso sito ha recensito a sua volta la prima metà della serie animata, descrivendola come un'opera che non era pensata per essere presa sul serio, grazie alla presenza di battute, mosse appariscenti e fan service ridicoli ad ogni occasione possibile. L'anime non segue una direzione precisa; ha le caratteristiche di una serie di combattimenti superpotenti, ma si è arresa al fan service solo pochi episodi seguenti. Secondo Carroll i primi 12 episodi rappresentano sicuramente una serie divertente e il cliffhanger con cui termina lo invogliava a saperne di più, ma se si stava cercando anche solo un po' di sofisticatezza, allora sarebbe stato meglio cercare altrove.